# Nikita Jur'evič Trubeckoj
Principe Nikita Jur'evič Trubeckoj (in russo Никита Юрьевич Трубецкой?; 26 maggio 1699 – 16 ottobre 1767) è stato un ufficiale e politico russo.

## Biografia
Era il figlio del generale, il principe Jurij Jur'evič Trubeckoj (1668-1739), e di sua moglie, Elena Grigor'evna Čerkasskaja (?-1696), figlia di Grigorij Sunčaleevič Čerkasskij. Venne chiamato Nikita in onore del suo bisnonno, Nikita Ivanovič Odoevskij.

## Carriera
La conoscenza delle lingue straniere e l'educazione europea ha contribuito al fatto che il giovane Nikita svolse incarichi diplomatici in alcuni stati tedeschi e ritornò in Russia nel 1719, divenne un sergente del Reggimento Preobraženskij. Nel 1724 ha ottenuto il suo primo ufficiale di rango, e due anni dopo è stato concesso al Gentiluomo di Camera.
Nel 1730, insieme ai suoi parenti, ha sostenuto con forza l'imperatrice Anna Ioannovna nella sua lotta con il Consiglio supremo (Верховный тайный совет), cercare di limitare l'autorità assoluta. A 30 anni, è stato promosso a maggior generale. In questa veste ha preso parte alla Guerra di successione polacca, e poi nella guerra russo-turca 1735-1739. Nel 1737, l'imperatrice lo nominò a tenente generale.
Alla fine del regno di Anna Ioannovna, fu nominato governatore della Siberia. Invece, nel 1740, divenne procuratore generale e il Presidente del Senato, al rango di consigliere segreto.

## Matrimoni

### Primo matrimonio
Sposò, l'11 aprile 1722, la principessa Anastasia Gavrilovna Golovkina (?-1735), figlia di Gavriil Ivanovič Golovkin. Ebbero cinque figli:
- Aleksandr Nikitič (1723-1726);
- Pëtr Nikitič (1724-1791), sposò la principessa Anastasia Vasil'evna Chovanskaja;
- Ivan Nikitič (1725-1803), sposò Ekaterina Dmitrievna Karpova;
- Sergej Nikitič (1731-1812), sposò Anna Ivanovna Ladyženskaja;
- Aleksandr Nikitič (1733-1737).

### Secondo matrimonio
Sposò, nel 1735, la principessa Anna Danilovna Druckaja-Sokolinskaja (1712-1780). Ebbero nove  figli:
- Jurij Nikitič (1736-1811), sposò Anna Petrovna Saltykova, ebbero una figlia, Praskov'ja;
- Nikolaj Nikitič (1737-1742);
- Anna Nikitična (1737-1760), sposò Aleksandr Ivanovič Naryškin, ebbero un figlio;
- Marija Nikitična (1742);
- Nikolaj Nikitič (1744-1821), sposò Varvara Aleksandrovna Čerkasskaja;
- Elena Nikitična (1745-1832), sposò Aleksandr Alekseevič Vjazemskij, ebbero quattro figli;
- Ekaterina Nikitična (1747-1791);
- Aleksandr Nikitič (1751-1778), sposò Dar'ja Matveevna Rževskaja;
- Vasilij Nikitič.

## Morte
Morì il 16 ottobre 1767 e fu sepolto nel monastero di Čudov.